# Lypovec (okres Užhorod)
Lypovec, ukrajinsky Липовець, maďarsky Hárs, je část obce Turyčky v Turie-Remetské územní komunitě (hromadě), v okrese Užhorod, v Zakarpatské oblasti na Ukrajině. V roce 2001 zde žilo 131 obyvatel.
Poblíž Lypovce je ornitologická rezervace Sokolí skály.

## Historie
Do uzavření Trianonské smlouvy byla ves součástí Uherska, poté byla součástí Československa. Od roku 1945 byla součástí Ukrajinské sovětské socialistické republiky, která byla součástí SSSR. Od roku 1991 je součástí nezávislé Ukrajiny.